# Marcel Alexander Niggli

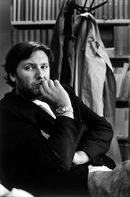
Marcel Alexander Niggli

Marcel Alexander Niggli (* 16. Mai 1960 in Zug) ist ein Schweizer Rechtswissenschaftler mit Schwerpunkt in den Gebieten Strafrecht und Rechtsphilosophie.

## Leben
Niggli besuchte von 1967 bis 1973 die Primarschule in Steinhausen und Cham und von 1973 bis 1979 das Gymnasium in Zug, das er mit Matura mit Schwerpunktfach Latein (Typus B) beendete. Ab 1979 studierte er Rechtswissenschaften an der Universität Zürich und schloss 1984 mit dem Lizenziat ab. Von 1984 bis 1987 folgten ein Italienaufenthalt und eine Arbeit im Rechtsdienst einer Versicherung. Marcel Niggli war von 1987 bis 1993 Assistent in der Rechtswissenschaftlichen Bibliothek der Universität Zürich und zugleich von 1989 bis 1993 Assistent von Günther Kaiser am Kriminologischen Institut der Universität Zürich. 1992 promovierte Niggli an der Universität Zürich zum Doktor der Rechtswissenschaften, danach arbeitete er bei der Bezirksanwaltschaft Zürich sowie beim Bezirksgericht Zürich. Er war als Lehrbeauftragter an den Universitäten Zürich (für Methodenlehre) und Freiburg im Üechtland (für Kriminologie) tätig. 1995 wurde Niggli Assistenzprofessor für Strafrecht und Kriminologie an der Universität Freiburg im Üechtland. 1998 habilitierte Marcel Niggli in Strafrecht, Kriminologie und Rechtsphilosophie an der Universität Zürich. 1999 wurde Marcel Niggli zum Ordinarius für Strafrecht, Strafprozessrecht und Kriminologie an der Universität Freiburg ernannt. Seit 2001 ist er Ordinarius für Strafrecht und Rechtsphilosophie und war 2009–2014 auch Dekan der rechtswissenschaftlichen Fakultät an dieser Universität. Massgebend für die eigene Position sind – auf dem Gedankengut des Skeptizismus aufbauend – die Positionen von Montaigne, Ludwig Wittgenstein, Friedrich Nietzsche sowie Paul Feyerabend.
Niggli amtiert seit 2012 als Präsident der Kriminologischen Gesellschaft. Er ist Ehrenphilister der AV Fryburgia (seit der GV Zug 2006), einer Studentenverbindung des Schweizerischen Studentenvereins.
Während der COVID-19-Pandemie hat er sich im Umfeld der Freunde der Verfassung gegen das Covid-19-Gesetz ausgesprochen.

## Schriften (Auswahl)

### Monographien
- Das Verhältnis von Eigentum, Vermögen und Schaden nach schweizerischem Strafgesetz dargelegt am Beispiel der Sachbeschädigung nach geltendem Recht und dem Entwurf 1991 (= Zürcher Studien zum Strafrecht. Bd. 20). Schulthess, Zürich 1992 (Dissertation, Universität Zürich, 1992).
- Rassendiskriminierung. Ein Kommentar zu Art. 261bis StGB und Art. 171c MStG mit Rücksicht auf das «Übereinkommen vom 21. Dezember 1965 zur Beseitigung jeder Form von Rassendiskriminierung» und die entsprechenden Regelungen anderer Unterzeichnerstaaten. Schulthess, Zürich 1996.
- Menschliche Ordnung: Zu den metaphysischen Grundlagen der modernen Gesellschafts-, Norm- und Straftheorie. (= Bindung und Norm. Bd. 1). Helbing & Lichtenhahn, Basel 2000 (Habilitationsschrift, Universität Zürich, 1998).
- Fälschung von Geld, amtlichen Wertzeichen, amtlichen Zeichen, Mass und Gewicht: Art. 240–250 sowie Art. 327 und 328 StGB (= Kommentar zum schweizerischen Strafrecht. Bd. 6a). Hrsg. v. Martin Schubarth. Stämpfli, Bern 2000.

### Aufsätze
- Unschuldsvermutung? Wieso Vermutung?, ContraLegem 2019/1, S. 53–55.
- Die Verfügung als Falschbeurkundung, ContraLegem 2021/1, S. 7–64.
- Souveränität & Instanzenzug, ContraLegem, 2021/3, S. 34–39.
- Strafe definieren 1: Was nicht funktioniert, ContraLegem 2021/2, S. 53–60.
- Strafe definieren 2: Strafe als Durchsetzung?, ContraLegem 2021/2, S. 61–63.
- Strafe definieren 3: Strafe = Freiheitsentzug?, ContraLegem 2021/3, S. 42–45.
- Strafe definieren 4: Versuch einer Definition, ContraLegem 2021/3, S. 54–57.

### Herausgeberschaft
- (mit Stefan Bauhofer, Pierre-Henri Bolle und Volker Dittmann) Jugend und Strafrecht (= Kriminologie. Bd. 16). Rüegger, Chur/Zürich 1998.
- (Mitherausgeber) Reihe Grundlegendes Recht. Helbing & Lichtenhahn, Basel 2001 ff. (Reihe von Dissertationen der Universität Freiburg im Üechtland).
- (mit Ursula Cassani und Renie Maag) Medien, Kriminalität und Justiz (= Kriminologie. Bd. 19). Rüegger, Chur/Zürich 2001.
- Das schweizerische Strafrecht: Sämtliche Erlasse des Bundes zum Straf- und Strafprozessrecht, mit Hinweisen versehen. Orell Füssli, Zürich 2001. 2. Auflage 2006.
- (mit Philippe Weissenberger) Strafverteidigung (=  Handbücher für die Anwaltspraxis. Bd. 7). Helbing & Lichtenhahn, Basel 2002.
- (mit Nicolas Queloz) Strafjustiz und Rechtsstaat/Justice pénale et État de droit. Symposium zum 60. Geburtstag von Franz Riklin und José Hurtado Pozo. Schulthess, Zürich 2003.
- (mit Christoph Riedo und Gerhard Fiolka) Strafprozessrecht sowie Rechtshilfe in Strafsachen, Helbing & Lichtenhahn, Basel 2011.
- (mit Stefan Heimgartner), Internationales Strafrecht, (Basler Kommentar), Helbing & Lichtenhahn, Basel 2015.
- (mit Marianne Heer und Hans Wiprächtiger) Strafprozessordnung / Jugendstrafprozessordnung (Basler Kommentar), 2. Bände, Helbing & Lichtenhahn, 2. Auflage, Basel 2014.
- (mit Hans Wiprächtiger) Strafgesetzbuch (Basler Kommentar), 2 Bände, Helbing & Lichtenhahn, 1. Auflage, Basel 2004.
- (mit Hans Wiprächtiger) Strafgesetzbuch (Basler Kommentar), 2 Bände, Helbing & Lichtenhahn, 2. Auflage, Basel 2007.
- (mit Hans Wiprächtiger) Strafgesetzbuch (Basler Kommentar), 2 Bände, Helbing & Lichtenhahn, 3. Auflage, Basel 2013.
- (mit Hans Wiprächtiger) Strafgesetzbuch (Basler Kommentar), 2 Bände, Helbing & Lichtenhahn, 4. Auflage, Basel 2018.